# Vall Varacha

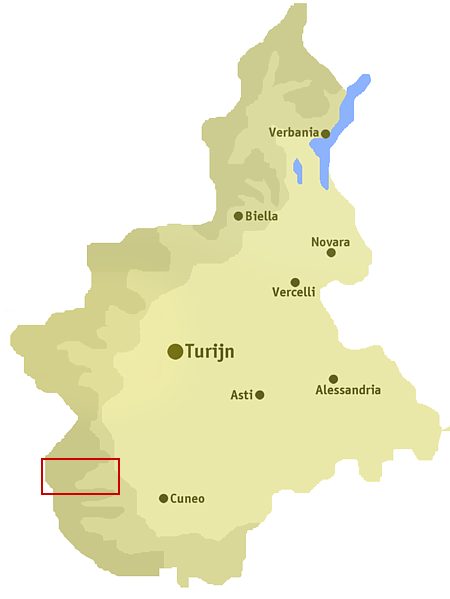
Localització de la Val Varacha

Val Varacha (occità: Val Varacha, italià: Valle Varaita, piemontès: Valvràita) és una vall alpina de la província de Cuneo (Piemont); és una de les Valls Occitanes. La principal alçària de la vall és el Monviso (3.841 m). Comprèn els municipis de Bellino, Brossasco, Casteldelfino, Costigliole Saluzzo, Frassino, Isasca, Melle, Piasco, Pontechianale, Rossana, Sampeyre, Valmala, Venasca i Verzuolo.

## Cims
El més alt de la vall és el Monviso (3.841 m), amb tot el seu grup. D'altres notables són:
- a l'alta Vall de Chianale:
  - Mont Aiguillette - 3.298 m
  - Pic d'Asti - 3.219 m
  - Roc della Niera - 3.177 m
  - Punta Tre Chiosis - 3.080 m
  - Roca Blanca - 3.064 m
  - Pelvo - 3.021 m

- a l'alta Vall de Bellino:
  - Cim Mongioia - 3.340 m
  - Mont Salza - 3.329 m
  - Pelvo di Ciabrera - 3.152 m
  - Rocca la Marchisa - 3.072 m
  - Pelvo d'Elva - 3.046 m

- a la vall mitjana:
  - Punta Rasciassa - 2.664 m
  - Mont Nebin - 2.510 m
  - Mont Birrone - 2.131 m